# Villa Pignatelli

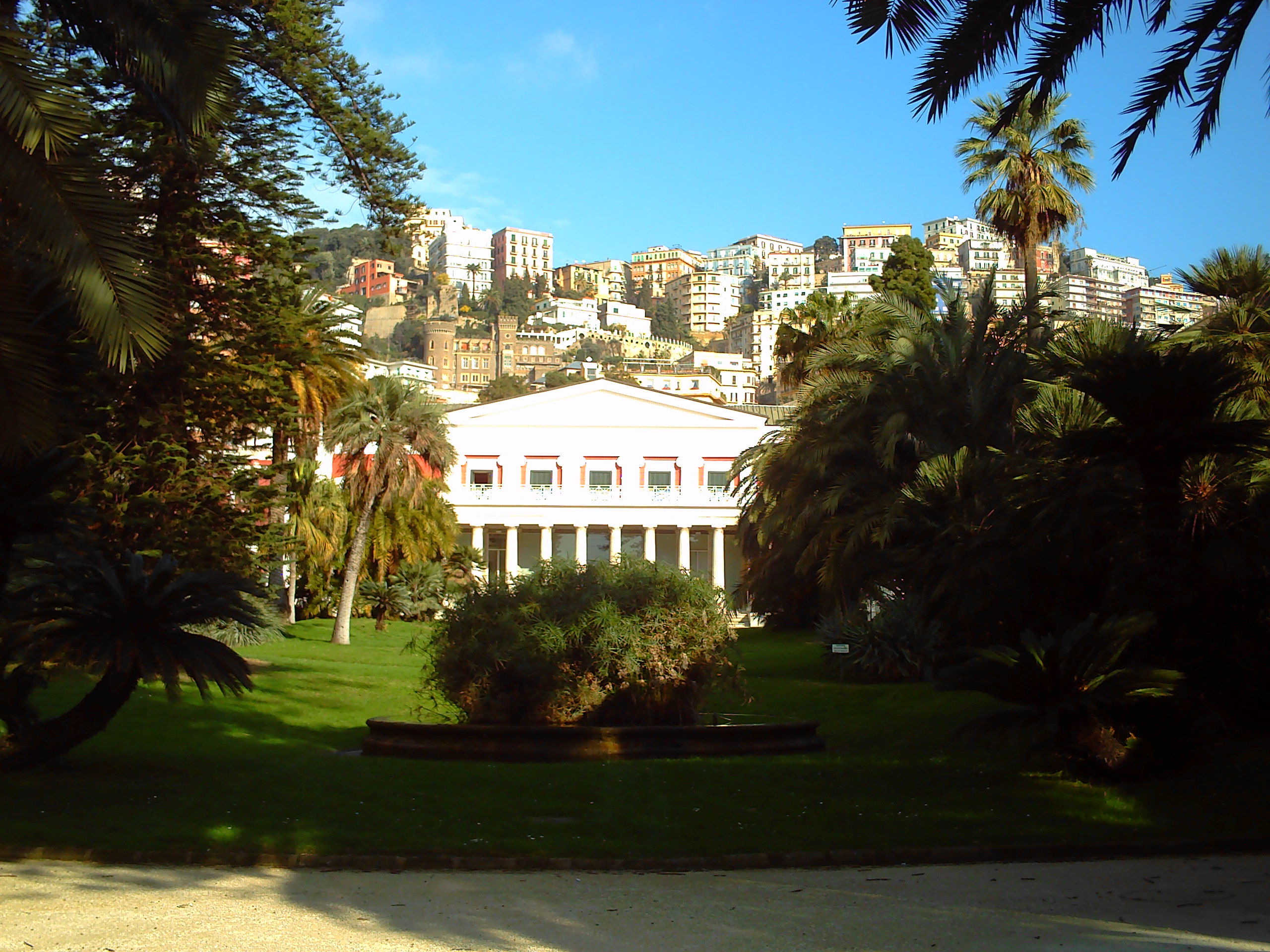
Fachada da Villa Pignatelli, com uma vista parcial de Nápoles ao fundo.

A Villa Pignatelli é um palácio italiano situado em Nápoles. Actulmente hospeda o Museu Príncipe Diego Aragona Pignatelli Cortes.
A villa é, talvez, o mais bonito edifíco existente ao longo da Riviera di Chiaia, a estrada que delimita o lado norte da Villa Comunale, o maior parque de Nápoles, entre Mergellina e a Piazza Vittoria.

## História
Mandada construir, em 1826, pelo baronete Sir Ferdinand Richard Acton (filho de John Acton, primeiro-ministro de Fernando I das Duas Sicílias), a villa foi realizada por Pietro Valente, a quem sucedeu, em 1830, Guglielmo Bechi.
Alguns anos depois da morte de Sir Acton, ocorrida em 1841, a villa foi adquirida por Carl Mayer von Rothschild, da família de banqueiros alemães Rothschild, cujos membros habitaram o edifício até 1860.
Em 1867, a villa foi cedida aos Pignatelli Cortes d'Aragona, que mantiveram a posse do palácio até 1952, quando a Princesa Rosina Pignatelli o doou ao Estado Italiano para que fosse transformado num museu destinado a perpetuar o nome do marido, o Príncipe Diego Aragona Pìgnatelli Cortes.
Juntamente com a villa, a família Pignatelli doou pratas, bronzes, porcelanas, esmaltes e cristais, todos expostos no piso térreo do museu.
Em 1998 foi instalada a pinacoteca, ao cuidado do Banco de Nápoles.

## Exterior
A construção é caracterizada por uma planta quadrada gerada pela soma de dois rectângulos iguais. Um dos rectângulos, desenvolvido em dois andares, constitui o verdadeiro corpo da residência, enquanto o outro, articulado apenas ao nível do piso térreo, é precedido na frente meridional por um pórtico de entrada de ordem neodórica. 
O jardim modelado`à inglesa, avivado no desenho das alamedas e vaiado na escolha das plantas dispostas a boschetto ("em bosquete"), foi projectado por Guglielmo Bechi. A actual disposição respeita a organização original. Entre as espécies mais belas e raras existentes actualmente, são de assialar a Araucaria excelsa, a Grevillea Robusta, o Ficus Magnolioides, a Strelitzia Augusta, diversos tipos de cycadaceae e palmeiras de vários géneros.
Também são numerosos os exemplares de camélias. No relvado posterior destaca-se na sua imponência uma Magnolia Grandiflora. No final do século XIX o parque foi enriquecido por pequenos edifícios de género "pitoresco", nomeadamente: a Torreta Neogótica, o Chalé Suíço e a Serra.
Na frente setentrional, através dum pequeno pórtico com quatro pilastras e outras tantas semi-colunas dóricas adossadas, acede-se ao piso térreo da villa.

## Interior
Do vestíbulo do piso térreo, onde se encontra uma mesa neoclássica em madeira, mármores polícromos e pedras duras, acede-se à galeria e, a partir desta, a duas salas de companhia: a situada a oriente dá acesso ao salão de baile e, a partir daqui, à sala da orquestra; a sala a ocidente dá acesso à sala de refeições e à sala de pinturas, usada também como sala de bilhar. As decorações em estuque, as pinturas e o mobiliário destas salas são os originais.
O primeiro andar, acessível a partir do vsetíbulo circular de entrada, estava dsetinado à residência dos senhores. Este é caracterizado pela presença de numerosas salas: a Sala Vermelha com decorações em estuque branco e dourado, que remonta à época dos Rothschild, os Salões Verde e Azul, a Sala de refeições, com refinados apainelamentos, e a Biblioteca, com o esplêndido ornamento, as estantes com entalhes neorenascentistas e as poltronas estufadas em couro.
O sótão e as caves, acessíveis mediante escadas de serviço bem dissimuladas, eram destinadas à criadagem, aos depósitos e às despensas, enquanto as cozinhas estavam colocadas na cave duma construção vizinha, ligada à villa por uma pequena galeria subterrânea.
Actualmente, os ambientes do primeiro andar estão destinados a servir de sede a manifestações expositivas.

### As colecções
A Princesa Rosina doou pratas, bronzes e cristais pertencentes à sua família, além duma rica colecção de porcelanas europeias dos séculos XVIII ao XIX.
O núcleo mais representativo é o da Manufactura de Meissen, com exemplares de datação antiga, como o serviço de café com paisagens marítimas, de 1735 – 1740, ou o grupo plástico com o Ratto di Proserpina (Rapto de Proserpina), de 1750.
Da Real Fábrica de Capodimonte, a famosa Lavandaia, o Gentiluomo con marsina, a Scena galante con cagnolino. São numerosos os biscuit da Real Fábrica de Nápoles e outros objectos da mesma manufactura. Rica é, também, a colecção de porcelanas orientais dos séculos XVIII e XIX.